# Colonisation du Congo
 (janvier 2025).
La colonisation du Congo s'opéra durant la période comprise entre la première exploration du Congo-Kinshasa par Henry Morton Stanley (1867) jusqu'à l'annexion du pays par la prise de possession par le roi Léopold II de Belgique (1885).

## Chronologie
- 1578 : le Portugais Duarte Lopez est le premier occidental à remonter le fleuve Congo.
- 1874-1877 : exploration du fleuve Congo par Henry Morton Stanley.
- 1876 : fondation de l’Association internationale africaine (AIA) par Léopold II de Belgique.
- 1879 : retour de Stanley au Congo pour coloniser des terres au travers de l’AIA.
- 1884 (novembre) à 1885 (février) : conférence de Berlin.
- 1885 : le roi Léopold II devient roi de l’État indépendant du Congo (EIC).
- 1908 : le roi Léopold II cède l’EIC à la Belgique, naissance du Congo belge, charte coloniale pour la gestion du Congo et scandales dans la presse belge.
- 1914-1918 : entrée en guerre de la Belgique et du Congo aux côtés des alliés.
- 1940-1945 : entrée en guerre de la Belgique et du Congo aux côtés des alliés.
- 1959 : émeutes à Léopoldville pour l’indépendance
- 1960, le 30 juin : indépendance du Congo.

## Premières explorations européennes
La région du fleuve Congo était la dernière partie d'Afrique qui n'avait pas encore été visitée par les explorateurs européens. Un par un, les mystères de l'Afrique avaient été résolus : les côtes par le portugais Henri le navigateur au  XVe siècle; le Nil Bleu par James Bruce en 1773; le haut Niger par Mungo Park en 1796; les limites du  Sahara par Laing, Caillié, et Clapperton dans les années 1820; les mangroves marécageuses du bas Niger par les frères Lander en 1830; l'Afrique australe et le Zambèze par Livingstone dans les années 1850; le haut Nil par Burton, Speke, et Baker au cours d'une série d'expéditions entre 1857 et 1868. Bien que le Congo fut l'un des premiers pour lesquels des expéditions aient été menées (Diego Cão), il demeurait un mystère.
Depuis le XVe siècle, les explorateurs européens ont navigué dans l'estuaire du fleuve Congo, envisageant de remonter les chutes et rapides qui commençaient à seulement quelque 160 kilomètres de l'embouchure, et ensuite voyager sur la rivière jusqu'à sa source inconnue. Tous échouèrent. Les chutes et rapides, pour ce qu'ils en savaient, s'étendaient sur quelque 350 kilomètres vers l'intérieur, et le terrain proche de la rivière était impraticable (et l'est toujours de nos jours). Les tentatives répétées de s'aventurer plus loin restèrent vaines, avec de nombreux incidents. Accidents, conflits avec les indigènes, et surtout les maladies tropicales inconnues, virent d'importantes expéditions bien équipées ne pas progresser de plus de 60 kilomètres et passer les premiers rapides, le légendaire Chaudron de l'enfer.

## Exploration de Stanley

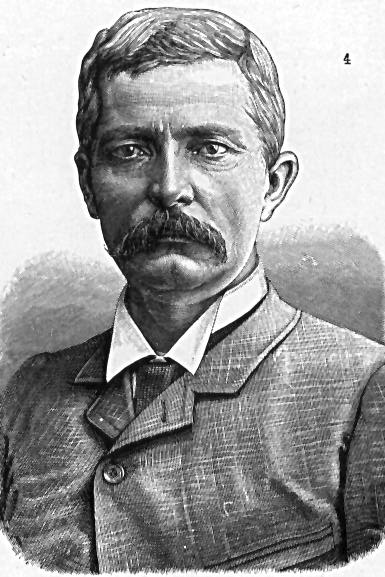
Henry Morton Stanley.

La cuvette du Congo ne fut pas explorée avant 1867 par les européens. Ce ne fut pas par l'embouchure du fleuve mais par la côte orientale de l'Afrique que ces premières expéditions furent menées. Partant de Zanzibar, le journaliste britannique Henry Morton Stanley devait retrouver le célèbre explorateur Dr. Livingstone. Livingstone n'avait plus donné signe de vie depuis plusieurs années, parcourant les alentours d'une grande rivière continentale navigable, la Lualaba, que Livingstone espérait faire partie du haut bassin du Nil, mais qui s'avéra en fait être le Congo supérieur.
Au cours d'un second voyage, Stanley descendit sur 1 600 kilomètres la Lualaba, jusqu'à un large lac qu'il nomma Stanley Pool (actuellement Pool Malebo), sur les rives duquel se trouvent les actuelles Kinshasa et Brazzaville. De là, plutôt que de se risquer dans la région impénétrable des cascades, Stanley fit un grand détour par le sud, jusqu'à atteindre le comptoir commercial portugais de Boma, sur l'estuaire du fleuve. Il fut le second Européen à traverser l'Afrique d'est en ouest, après Verney Lovett Cameron.

## Prélude à la conquête
C'est à ce moment que le roi Léopold II de Belgique intervient.
En tant que monarque constitutionnel, Léopold avait la charge de ses obligations constitutionnelles régulières, soit d'ouvrir les sessions parlementaires, d'intervenir dans les crises ministérielles (le roi nomme et révoque les ministres selon la constitution belge) et d'apporter son accord ou son opposition aux lois en les contresignant ou refusant de les entériner. En plus d'avoir le commandement de l'armée et de régenter, de concert avec le gouvernement, le corps diplomatique. Le pouvoir politique d'un roi des Belges était donc -et est toujours- partagé avec le gouvernement sans lequel il est impuissant. Cependant, pendant plus de 20 ans, Léopold II se démena avec ruse et persévérance pour que la Belgique prenne sa place parmi les grandes puissances coloniales d'Europe, les gouvernements et les chambres belges lui laissant, sur le plan international, une liberté d'action qui lui venait des liens de famille de son père Léopold Ier, devenu roi des Belges à l'issue de la révolution belge de 1830. Léopold Ier avait soigné ses liens de famille avec les monarchies allemande et anglaise, ce qui avait concouru à affirmer l'indépendance belge. Mais les frontières du pays avaient été rongées à travers les siècles (et encore en 1839 par la perte de la moitié du Limbourg et de la moitié du Luxembourg). Aussi, Léopold II notait-il: « Nos frontières ne pourront jamais s'étendre en Europe ». Mais il ajoutait : « depuis que l'histoire nous apprend que les colonies sont utiles, qu'elles jouent un grand rôle dans ce qui peut faire la puissance et la prospérité des États, il est temps pour nous d'en avoir une également ».
À diverses reprises, il échafauda des projets d'achat d'une province en Argentine, d'acheter Bornéo aux Pays-Bas, de louer les Philippines à l'Espagne, ou d'établir des colonies en Chine, Viêt Nam, Japon, ou sur les îles de l'océan Pacifique, en particulier aux Fidji. Quand les explorateurs des années 1860 focalisèrent leur attention sur l'Afrique, Léopold envisagea de coloniser le Mozambique sur la côte orientale, le Sénégal sur la côte nord-occidentale, et le Congo au centre. Aucun de ces projets ne put être mené à terme : le gouvernement belge d'abord résistant à toutes ces suggestions, voyant l'acquisition d'une colonie comme un moyen de perdre de grandes sommes d'argent en n'en recevant que peu en retour. Cependant, Léopold II finira par obtenir des appuis financiers dans la conquête du Congo, ce qui lui permettra d'y envoyer l'explorateur Henry Morton Stanley et, avec l'accord du gouvernement belge, des officiers chargés de passer avec les chefs indigènes des accords qui les subordonnaient à l'autorité du grand chef blanc, le roi lui-même.

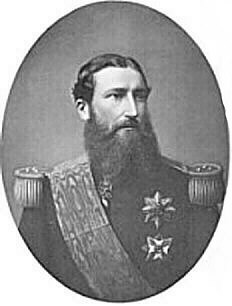
La détermination du roi Léopold II à établir un État africain fut à l'origine de la constitution de l'État libre du Congo par Stanley.

Au début de cette vaste entreprise, le roi avait donc eu à faire face aux réticences du gouvernement belge. La réponse de Léopold avait été extraordinaire dans  sa simplicité : si le gouvernement belge n'envisageait pas de prendre une colonie, il le ferait simplement en son nom propre, utilisant son droit de propriété en tant que citoyen ordinaire. Il demanda au père De Deken de se rendre en Chine et au Congo afin d'évangéliser et coloniser ces pays, ce que celui-ci fit en développant le réseau des Pères Blancs. Le centre de l'Afrique, encore presqu'inconnu par les Européens, apparaissait au roi comme la contrée la plus propice à ses ambitions. Aussi, dans le but de jouer un rôle dans le concert des grandes puissances qui commençaient à s'intéresser à l'Afrique, en  1876, Léopold II organisa-t-il une conférence géographique internationale à Bruxelles, invitant des délégations de toutes les sociétés scientifiques de l'Europe entière pour discuter de problèmes scientifiques et philanthropiques tels les méthodes de cartographie, pour prévenir la ré-émergence du trafic d'esclave sur la côte occidentale de l'Afrique, et pour discuter de la meilleure façon de fournir un support médical au continent.  À la clôture de la conférence, Léopold proposa l'établissement d'un comité international philanthropique, et il se proposa modestement d'en assurer la présidence. Pour les apparences, il fit tenir une autre conférence l'année suivante, mais dès ce moment, l'Association internationale africaine fut simplement la façade des ambitions de Léopold. Il créa une série d'organisations subsidiaires, dont la plus notoire fut l'Association internationale du Congo, qui n'avait qu'un seul actionnaire : Léopold lui-même.
Peu après le retour du Congo de l'explorateur britannique Henry Morton Stanley, le roi Léopold II entreprit de recruter celui-ci. Stanley, en attente d'un intérêt de la part du Royaume-Uni, éluda d'abord ces propositions. Mais Léopold insista et Stanley céda. Léopold était, semble-t-il, le seul Européen disposé à financer le rêve de Stanley : la construction d'un chemin de fer, c'est-à-dire depuis la mer à travers les monts de Cristal jusqu'au Pool Malebo, à partir duquel des bateaux pourraient remonter le fleuve sur quelque 1 600 kilomètres au cœur de l'Afrique. Stanley, plus habitué aux rigueurs du climat africain et aux complexités des structures sociales africaines que Léopold II, persuada celui-ci que la première étape devait être la construction de ce chemin de fer ainsi que d'une série de postes fortifiés. Léopold fut d'accord, et dans le plus grand secret, Stanley signa un contrat de cinq ans avec un salaire de 1 000 livres par an, et se rendit à Zanzibar sous un nom d'emprunt. Pour éviter la découverte prématurée du projet, le matériel et les travailleurs furent acheminés par différentes routes, et les communications entre Stanley et Léopold furent confiées au colonel Maximilien Strauch. C'est seulement à ce moment que Stanley fut informé de l'ampleur des ambitions de Léopold : Stanley ne devait pas seulement établir des comptoirs commerciaux, il devait secrètement édifier un État complet. Les instructions étaient directes et claires : « Il est question de créer un nouvel État, aussi étendu que possible, et de l'organiser. Il doit être clairement compris que dans ce projet, il n'est pas question de garantir le moindre pouvoir politique aux populations nègres. Ce serait absurde. »

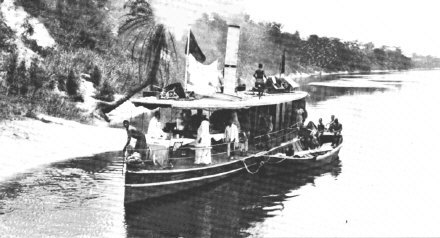
Le Peace.

Ne voyant rien de répréhensible dans les ambitions de Léopold, Stanley se mit à la tâche.  Il était indubitablement fait pour ce travail. Pendant trois ans, il s'illustra par sa puissance de travail, sa capacité à tirer parti de la confrontation des deux groupes humains qu'étaient les Européens et les Africains, sa promptitude à abattre ses opposants, et par-dessus tout sa volonté d'ouvrir la route vers l'amont du Congo.
Au cours des années suivantes, Stanley expliqua que la part la plus horripilante de son travail n'était pas de faire progresser le vaste chantier ou de négocier avec les indigènes, mais de garder le contrôle sur le groupe d'hommes malades qu'il avait emmenés avec lui dans ses expéditions ; il faisait en permanence état de problèmes de rang ou de statut. « A peu près tous », écrivit-il, « réclamaient des biens de toute sorte, incluant notamment (...) du vin, du tabac, des cigares, des habits, des chaussures... et d'autres extravagances sans nom » (en fait, de séduisantes esclaves pour chauffer leur lit).
Épuisé, Stanley retourna en Europe pour rendre compte à Léopold qui lui avait promis par ailleurs un assistant de poids : l'Anglais 'Chinese' Gordon (qui décida finalement de refuser l'offre de Léopold pour lui préférer les projets britanniques au Soudan, à Khartoum). « Il est indispensable », lui notifia Léopold, « que vous achetiez pour le Comité d'Études du Haut-Congo (c'est-à-dire Léopold lui-même) autant de terres que vous puissiez obtenir ».
Ayant établi un port d'attache dans le Congo inférieur, Stanley décida en 1883 de remonter le fleuve pour étendre le domaine de Léopold, avec ses méthodes habituelles : négociations avec des chefs locaux et achat de leur souveraineté, jeu sur la rivalité entre les tribus ; et, si nécessaire, assassinat d'un chef récalcitrant et négociation avec son successeur apeuré. Cependant, comme il s'approchait des Stanley Falls, à la jonction entre le Congo lui-même et la Lualaba (à proximité de la région où il avait retrouvé Livingstone six ans plus tôt), il devint clair que les hommes de Stanley n'étaient pas les seuls envahisseurs.

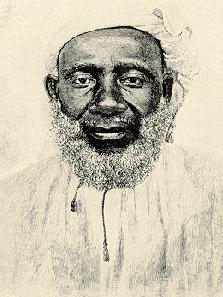
Le négociant zanzibari esclavagiste Tippo Tip intensifia ses razzias sur les villages à réduire en esclavage à la suite de l'avance de Stanley.

Tippo Tip, le dernier des grands esclavagistes zanzibaris du XIXe siècle, était bien connu de Stanley, du fait du chaos et de la dévastation qu'amenait l'esclavagisme dans la région. C'est cependant avec l'aide de Tippo Tip que Stanley avait retrouvé Livingstone (qui lui-même avait survécu des années dans la région de la Lualaba grâce à la bienveillance de Tippo Tip). Maintenant, Stanley découvrait que les hommes de Tippo pénétraient vers l'ouest de la contrée pour dominer davantage de population à réduire en esclavage.
Six ans plus tôt, les Zanzibaris qui jugeaient le Congo dangereux et infréquentable avaient conseillé à Stanley de ne pas s'y rendre. Mais quand Tippo Tip apprit à Zanzibar que Stanley survivait et agissait, il fut prompt à réagir. Les villages de la région furent brûlés et dévastés, les fleuves charrièrent des cadavres. Tippo Tip attaqua 118 villages, tua 4 000 Africains, et, quand Stanley atteignit son camp, il retenait 2 300 esclaves, principalement des jeunes femmes et des enfants, enchaînés et prêts à être expédiés à travers le continent jusqu'aux marchés d'esclaves de Zanzibar.
Se trouvant bloqué par le maître du Congo supérieur, Stanley négocia un accord pour construire sa dernière station fluviale, légèrement en aval des Stanleys Falls, à l'emplacement de l'actuelle Kisangani . Au bout de ses ressources physiques, Stanley retourna en Angleterre, et fut remplacé par le lieutenant-colonel Francis Walter de Winton, officier de l'armée britannique. D'autres officiers belges allaient suivre avec l'accord de l'armée belge, ceux-ci étant détachés à l'Institut cartographique militaire le temps de leur affectation à l'Association internationale africaine puis de l'État indépendant du Congo.
La colonisation belge commençait. En Belgique, l'intérêt s'accrut pour l'entreprise royale et le parlement finit par reconnaître au roi le titre de souverain de l'État indépendant du Congo, étant entendu que cette fonction ne se confondait pas avec celle de roi constitutionnel de la Belgique. Et le parlement belge finit par voter des crédits au fur et à mesure que se développait l'État indépendant et que des Belges y partaient aux ordres du roi, militaires, prospecteurs et missionnaires. L'évangélisation des populations païennes paraissait un excellent moyen de les rallier à l'œuvre royale de construction d'un État. Déjà, se profilait la perspective d'une annexions par la Belgique. Et d'ailleurs, la construction du chemin de fer du Bas-Congo (le premier chemin de fer d'Afrique) allait ouvrir un débouché aux produits du centre de l'Afrique, le caoutchouc, le cuivre, les diamants et l'or, ce qui permettrait aux sociétés fondées par le roi (avec, au départ, peu de capitaux) secondé par quelques entreprenants capitalistes belges de développer un chiffre d'affaires propre à financer la colonisation et les campagnes militaires contre les trafiquants d'esclaves arabisés. Ainsi, la colonisation s'autofinançait. Des compagnies à charte apparaissaient, c'est-à-dire des sociétés se voyant octroyer de vastes droits d'exploitation et même une autorité civile sur les populations, par des chartes octroyées par le roi qui s'inspirait des pratiques anglaises dans d'autres régions en voie de conquête à travers le monde. Les premiers postes destinés à devenir des villes naissaient et, par un coup d'audace de quelques agents belges du roi, le drapeau bleu à l'étoile d'or de ce qui était le nouvel État indépendant du Congo était hissé à l'extrême sud-est du Katanga, ainsi acquis de justesse avant l'arrivée d'une puissante expédition militaire britannique remontant depuis le Cap.